# Tanja Penter
Tanja Penter (* 1967 in Iserlohn) ist eine deutsche Historikerin und Professorin für osteuropäische Geschichte an der Universität Heidelberg.

## Biografie
Penter absolvierte 1987 bis 1995 ein Studium der Osteuropäischen Geschichte, Mittleren und Neueren Geschichte, Germanistik sowie Slavistik an der Universität zu Köln, das sie mit dem Magister artium abschloss. 
Von 1992 bis 1996 war sie Stipendiatin des  Deutschen Akademischen Austauschdienstes (DAAD) in Odessa und Wolgograd, in den letzten beiden Jahren im Rahmen eines DAAD-Auslandsstipendiums für Promovenden in Odessa, Kiew und Moskau. Anschließend arbeitete Penter als wissenschaftliche Mitarbeiterin am Seminar für Osteuropäische Geschichte der Universität Köln, wo sie 1999 mit einer von Andreas Kappeler betreuten Arbeit zu Odessa im Revolutionsjahr 1917 promoviert wurde. Von 2001 bis 2003 war Penter wissenschaftliche Mitarbeiterin am Institut für soziale Bewegungen der Ruhr-Universität Bochum im Forschungsprojekt Zwangsarbeit im Kohlenbergbau. 
Von 2004 bis 2005 war sie postdoctoral Fellow am Center for Advanced Holocaust Studies des United States Holocaust Memorial Museum in Washington, D.C., vertrat anschließend die akademische Ratsstelle für Ost- und Ostmitteleuropäische Geschichte an der Ruhr-Universität Bochum, ehe sie von 2007 bis 2010 Geschäftsführerin des internationalen Forschungsprojektes zur Entschädigung von ehemaligen NS-Zwangsarbeitern am Lehrstuhl für Zeitgeschichte der Universität Bochum war, wo sie sich 2008 mit einer Studie zu den Arbeits- und Alltagserfahrungen der Bevölkerung im ukrainischen Donezbecken unter stalinistischer und nationalsozialistischer Herrschaft habilitierte. Im Wintersemester 2008/09 hatte Penter eine Vertretungsprofessur des Lehrstuhls für Geschichte Osteuropas an der Humboldt-Universität Berlin und von 2010 bis 2013 eine Vertretungsprofessur für Geschichte des 19. und 20. Jahrhunderts unter besonderer Berücksichtigung Mittel- und Osteuropas an der Helmut-Schmidt-Universität in Hamburg inne. Seit Oktober 2013 ist Penter Professorin für Osteuropäische Geschichte an der Ruprecht-Karls-Universität Heidelberg.

## Forschungsschwerpunkte
Penters Forschungsschwerpunkte umfassen: 
- Geschichte Russlands, der Ukraine und der Sowjetunion im 19. und 20. Jahrhundert
- Diktaturvergleich Stalinismus – Nationalsozialismus
- Besatzungserfahrung, Zwangsarbeit, Kollaboration und Holocaust, Tagebücher zur Besatzungszeit
- Transitional justice, Rechts- und Gerechtigkeitskulturen, Vergangenheitspolitik in Osteuropa
- Wissens-/ Wissenschaftsgeschichte: Das Wissen über die „Zigeuner“ im Russischen Imperium
- Russische Revolution 1917[2]

### Forschungsprojekte
Penter ist an mehreren internationalen Forschungsprojekten beteiligt (Auswahl):
- Violence Against Civilian Victims on the Eastern Front of World War II (Trilaterale Forschungskooperation gefördert von der Volkswagenstiftung, Laufzeit: 2016–2018)[3]
- Nukleare Technopolitik in der Sowjetunion (DFG-Forschungskooperation mit den Universitäten Tübingen und Bern, gefördert von der DFG, Laufzeit 2017–2020)[4]
- Gemeinschaftsbauten als gemeinsames Bauerbe: Siebenbürgisch-sächsische Schul-, Pfarr- und Gemeindehäuser um 1900 und nach der Auswanderung (gefördert vom BKM, Laufzeit 2016–2017)[5]

## Auszeichnungen
Penter erhielt den René-Kuczynski-Preis 2011 für ihr Buch Kohle für Stalin und Hitler. Arbeiten und Leben im Donbass 1929–1953.

## Mitgliedschaften
- Gemeinsame Deutsch-Russische Historikerkommission
- Deutsch-Ukrainische Historikerkommission (DUHK)
- Wissenschaftlicher Beirat DHI Moskau
- Kuratorium Aktion Sühnezeichen Friedensdienste e.V.

## Schriften (Auswahl)
- Publikationen auf Universität Heidelberg, Historisches Seminar Osteuropäische Geschichte

### Monographien
- Odessa 1917. Revolution an der Peripherie (= Beiträge zur Geschichte Osteuropas. Bd. 32). Böhlau, Köln u. a. 2000, ISBN 3-412-02200-4 (= Zugleich: Köln, Universität, Dissertation, 1999)
- Kohle für Stalin und Hitler. Arbeiten und Leben im Donbass 1929 bis 1953. Klartext, Essen 2010 ISBN 978-3-8375-0019-6.

### Herausgeberschaften
- mit Juliette Cadiot: Themenheft der Jahrbücher für Geschichte Osteuropas: „Law and Justice in Wartime and Postwar Stalinism“, Vol. 61, H. 2 (2013).
- mit Esther Meier: Sovietnam. Die UdSSR in Afghanistan 1979–1989. Schöningh, Paderborn 2017, ISBN 978-3-506-77885-7.

### Aufsätze (Auswahl)
- Osteuropawissenschaft im Krieg. Herausforderungen der epochalen Zeitenwende, in:  315 (2922). In: Historische Zeitschrift. 2022, S. 408–425, doi:10.1515/hzhz-2022-0030.
- Post-War Justice for the Nazi Murders of Patients in Kherson, Ukraine: Comparing German and Soviet Trials. In: Katharina von Kellenbach, Matthias Buschmeier (Hrsg.): Guilt. A Force of Cultural Transformation. Oxford University Press, Oxford 2022, ISBN 978-0-19-755744-0, S. 159–183.
- Mit Dmytro Tyarenko: Der Holodomor, die NS-Propaganda in der Ukraine und ihr schwieriges Erbe. In: Vierteljahreshefte für Zeitgeschichte. Band 69, Nr. 4, 2021, S. 633–667, doi:10.1515/vfzg-2021-0042.
- Vernichtungskrieg, Besatzung und juristische Aufarbeitung: Opferperspektiven. In: JGO Jahrbücher für Geschichte Osteuropas. Band 68, Nr. 3–4, 2020, doi:10.25162/jgo-2020-0011.
- Mit Ivan Sablin: Soviet federalism from below: The Soviet Republics of Odessa and the Russian Far East, 1917–1918. In: Journal of Eurasian Studies. Band 11, Nr. 1, 2020, doi:10.1177/1879366520901922 (sagepub.com).
- Mit Dmytro Tytarenko: Die Ermordung von psychisch kranken Menschen in Poltava (1941–1943). Einblicke aus deutschen und sowjetischen Ermittlungsakten und Justizkooperation im Kalten Krieg. In: GO Jahrbücher für Geschichte Osteuropas. Band 68, Nr. 3–4, 2020, S. 455–481, doi:10.25162/jgo-2020-0015.
- Compensation for Nazi Forced Labour in Post-Soviet Russia and Belarus, in: Constantin Goschler (Hg.): Compensation in Practice. The Foundation 'Remembrance, Responsibility and Future' and the Legacy of Forced Labour during the Third Reich. 2017. ISBN 978-1-78533-637-9
- Wankende Geschichtsbilder. in DAMALS 8/2017, S. 28–31.
- Das Wissen über die "Zigeuner" (cygane) im Zarenreich. In: Andreas Wirsching und Aleksandr Čubar'jan (Hrsg.): Imperien, Nationen, Regionen. Imperiale Konzeptionen in Deutschland und Russland zu Beginn des 20. Jahrhunderts (= Mitteilungen der Gemeinsamen Kommission für die Erforschung der jüngeren Geschichte der deutsch-russischen Beziehungen). Berlin, Boston 2018, S. 91–108., doi:10.1515/9783110569124-009 (degruyter.com [PDF]).
- The Unemployed Movement in Odessa in 1917: Social and National Revolutions between Petrograd and Kiev, in: S. Badcock / L. Novikova / A. Retish (Hg.): Russia’s Revolution in Regional Perspective (Russia’s Home Front in War and Revolution, Bd. 1), Bloomington, Indiana 2015, S. 267–296.
- Opfer zweier Diktaturen: Zwangsarbeiter im Donbass unter Hitler und Stalin. In: Dieter Pohl, Tanja Sebta (Hrsg.): Zwangsarbeit in Hitler’s Europa. Besatzung, Arbeit, Folgen. Metropol, Berlin 2013, ISBN 978-3-86331-129-2, S. 231–258 (academia.edu).
- Die belarussische Stiftung „Verständigung und Aussöhnung“ – Zwangsarbeiterentschädigung im Schatten der Lukašenka-Herrschaft. In: Constantin Goschler (Hrsg.): Die Entschädigung von NS-Zwangsarbeit am Anfang des 21. Jahrhunderts, Bd. 4: Helden, Opfer, Ostarbeiter. Das Auszahlungsprogramm in der ehemaligen Sowjetunion. Wallstein, Göttingen 2012, ISBN 978-3-8353-1085-8, S. 104–193., doi:10.11588/heidok.00018035 (uni-heidelberg.de [PDF]).
- Local memory on War, German occupation and postwar years: an oral history project in the Donbass. In: Cahiers du Monde russe. Band 52, 2011, S. 475–497, doi:10.4000/monderusse.9348 (openedition.org [PDF]).
- Kohle für Hitler. Der Donbass unter Deutscher Besatzung. In: Einsicht. Band 6, 2011, S. 40–47 (academia.edu).
- Die Ukrainer und der „Große Vaterländische Krieg“: Die Komplexität der Kriegsbiographien. In: Andreas Kappeler (Hrsg.): Die Ukraine. Prozesse der Nationsbildung. Böhlau, Wien, Köln 2011, ISBN 978-3-412-20659-8, S. 335–348 (academia.edu).
- Local Collaborators on Trial. Soviet war crimes trials under Stalin (1943–1953), in: Cahiers du Monde russe, 49/2–3 (2008), S. 341–364. (archiv.ub.uni-heidelberg.de)
- Arbeiten für den Feind in der Heimat. Der Arbeitseinsatz in der besetzten Ukraine 1941-1944. In: Jahrbuch für Wirtschaftsgeschichte. Band 1, 2004, S. 65–94. (academia.edu).
- Der Sowjet der Arbeitslosen in Odessa. Soziale Polarisierung in der Revolution von 1917. In: Jahrbücher für Geschichte Osteuropas, Neue Folge. Band 46, Nr. 3, 1998, S. 351–375 (org.ua [PDF]).